# Praça de Touros do Campo Pequeno

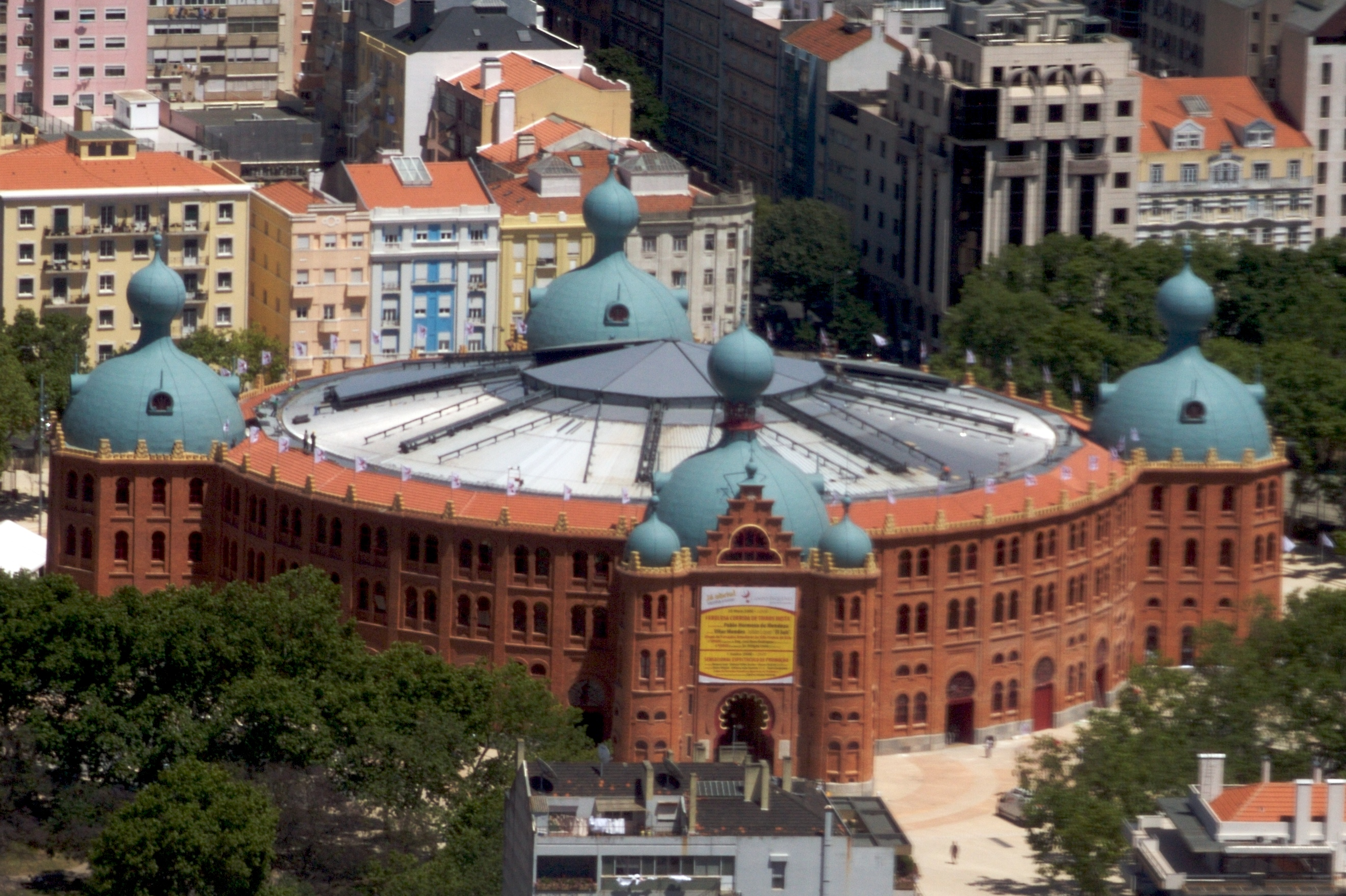
Praça de Touros do Campo Pequeno, Lisboa: panorâmica.

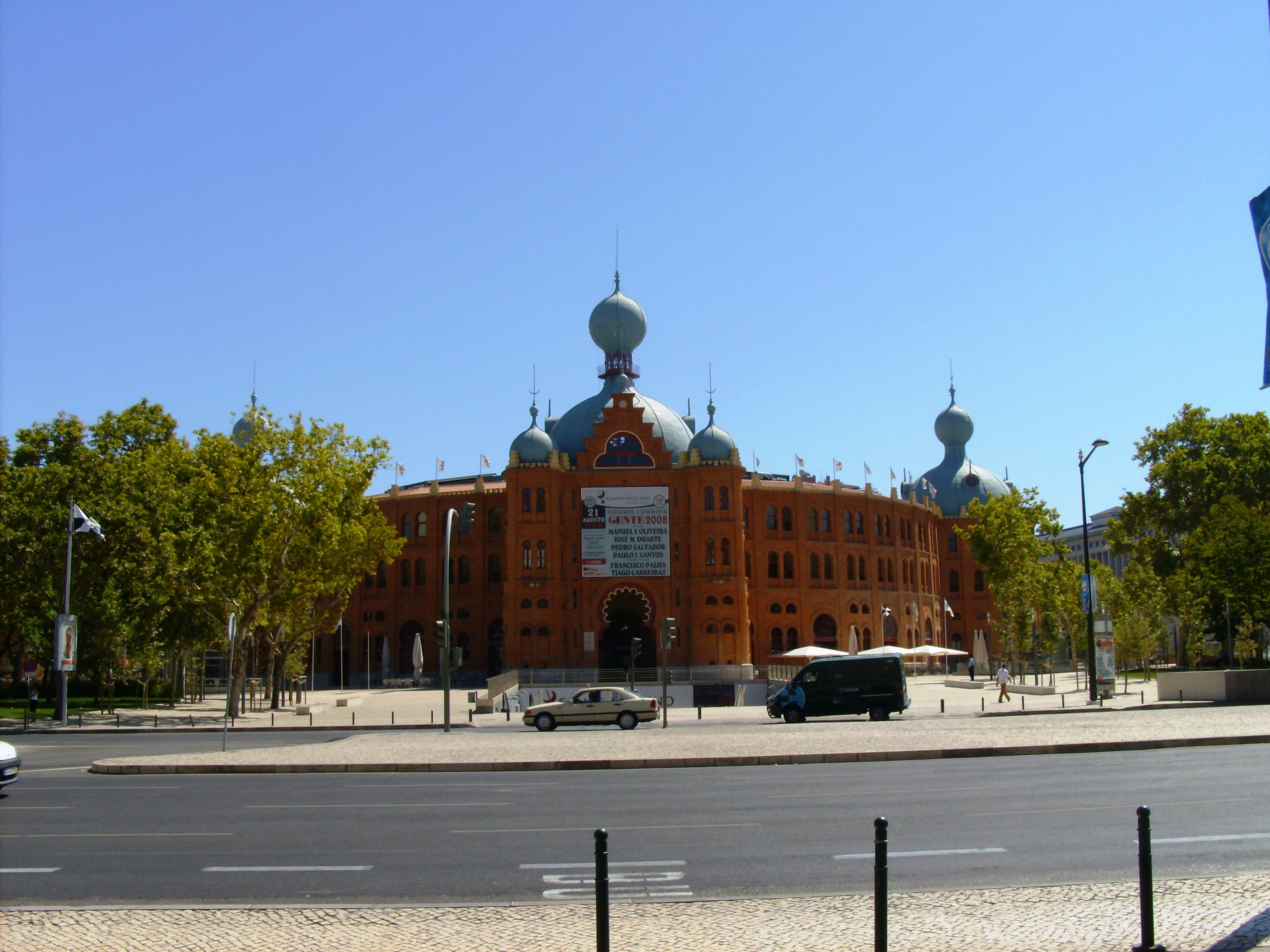
Praça de Touros do Campo Pequeno, Lisboa.

A Praça de Touros do Campo Pequeno é a actual Praça de Toiros da cidade de Lisboa, em Portugal. Está localizada na Avenida da República, em Lisboa. Classificada administrativamente como de 1.ª Categoria, é considerada a primeira Praça de Toiros de Portugal.
É um recinto multidisciplinar para corridas de touros, concertos musicais, feiras, exposições e outros eventos, com uma capacidade de cerca de 9.269 pessoas, sendo 6.848 lugares sentados.
Quanto às corridas de toiros realizam-se anualmente, no Verão.

## Historiografia
Foi o rei D. Sebastião que, corria o ano de 1578, mandou erigir em Xabregas a primeira praça de touros conhecida em Lisboa (e também em Portugal). As restantes praças de touros que existiram em Lisboa foram construídas já durante o séc. XVIII — na Junqueira, em Belém; na Anunciada; no Salitre.
Segundo documentos que faziam parte da Biblioteca Real do Paço de Mafra, datam de 1741 as primeiras referências à realização de corridas de toiros no Largo do Campo Pequeno, ou Alvalade o Pequeno. Aí foi construída uma Praça de madeira, de reduzida capacidade para espectadores. Desde então existiram Praças de Toiros em alguns pontos da cidade, designadamente Xabregas, Junqueira, Salitre e Campo de Santana.
A actual Praça de Toiros do Campo Pequeno sucedeu à que existiu no Campo de Santana, inaugurada a 3 de Julho de 1831 e encerrada em 1888, na sequência de uma vistoria que interditou o edifício, por questões de segurança relacionadas com o mau estado de conservação.
A 19 de Fevereiro de 1889, a Câmara Municipal de Lisboa aprovou uma proposta para conceder à Casa Pia, instituição que ainda hoje detém a exclusividade da organização de corridas de toiros em Lisboa, um terreno para a construção de uma nova Praça de Toiros, no Campo Pequeno.
Por dificuldades económicas, a Casa Pia concedeu a uma empresa privada o direito de construção do recinto e o da sua exploração por 90 anos, findos os quais o edifício lhe deveria ser entregue, livre de quaisquer ónus ou encargos. Para o efeito constituiu-se a Empreza Tauromachica Lisbonense, cujos accionistas fundadores foram: Albino José Batista, Alfredo Ascensão Machado, António Anastácio Gomes, António Cardoso de Oliveira Júnior & Irmão, António J. Dias da Silva, Domingos Esteves de Oliveira Gouveia, Duarte Pinto da Silva, Frederico Ressano Garcia, Guilherme Bizarro da Silva, José Rodrigues Pires, Luís Ernesto Reynaud, Manuel Gouveia Júnior, Manuel J. Alves Dinis, Manuel Luís Fernandes, Raimundo Silva Leal e Tomás Garcia Puga. Mais tarde entraram também para a ETL Eduardo Perry Vidal e José Batista Pinhão.
O custo da praça orçou em 161 200$000 réis, pagos pelos referidos accionistas, que ficaram com o direito de propriedade e da organização de corridas pelo período referido, na condição de pagarem à Casa Pia uma renda anual de 3500$000 réis.
O edifício está classificado como Imóvel de Interesse Público, por Decreto de 24 de Janeiro de 1983.

## Século XXI
Construída em tijolo maciço de face à vista, no início do século XXI, a Praça do Campo Pequeno viria a ser alvo de profundas obras de restauro.
Esta profunda remodelação que todo o espaço sofreu, ficou a cargo da empresa Sociedade de Renovação Urbana Campo Pequeno, S.A., constituída em 1991, a qual ficou igualmente com o direito de exploração da sala multidisciplinar, bem como do Centro Comercial e Parque de Estacionamento, também construídos. 
No que respeita propriamente à Praça, ficou com o seu primeiro anel alterado estruturalmente, passando a ser de betão armado, em detrimento dos arcos de tijolo existentes inicialmente. O anel exterior manteve-se inalterado a nível estrutural, tendo sido executadas reparações e reforços.
A alteração mais significativa terá sido a cobertura amovível que torna a Praça num espaço mais versátil, podendo ser utilizado durante todo o ano e para fins diversos.
As obras globais de remodelação de todo o Complexo do Campo Pequeno, duraram cerca de 6 anos, tendo lugar a reabertura, em 17 de Maio de 2006.
Como acima se referiu, foi criada uma galeria comercial no subsolo, hoje conhecida como Centro Comercial do Campo Pequeno, e alguns outros espaços comerciais no piso térreo, nomeadamente bares e restaurantes, bem como um Parque de Estacionamento em 3 pisos, com um total de 1.250 lugares.
O financiamento do investimento acabou por ser demasiado pesado para as condições de exploração do espaço. Em 2014, as dívidas ultrapassavam os 90 milhões de euros, dos quais 82 milhões ao BCP. A Sociedade de Renovação do Campo Pequeno foi decretada insolvente em 2014.
Em 2019, o empresário Álvaro Covões venceu o concurso de venda e foram pagos 37 milhões de euros pelo direito de Exploração do Complexo Campo Pequeno, para um período de 76 anos.
A escritura pública em que a Plateia Colossal, Lda., empresa detida em exclusivo por Álvaro Covões, tomou legalmente posse do Complexo em apreço, foi realizada no dia 07 de fevereiro de 2020, sendo esta a data que marca o início da nova gestão do Campo Pequeno. 
Desde a reabertura da praça, em 2006, enquanto funcionário da Empresa SRUCP, exploradora do recinto, no que respeita às actividades tauromáquicas, exerceu a função de responsável o antigo matador de toiros Rui Bento Vasques. As suas funções foram extintas com a entrada da nova Empresa.
A partir da temporada de 2020, após Concurso Público, as Corridas têm estado a ser organizadas pelo Promotor externo Ovação e Palmas, Lda., empresa liderada por Luis Miguel Pombeiro. 
Na actualidade, realizam-se neste espaço multidisciplinar, 4 por ano.

### Museu do Campo Pequeno
Em 2015 foi reaberto o Museu do Campo Pequeno, integrando parte do espólio do museu já existente, bem como do Grupo Tauromáquico Sector 1, a que se somam outras peças, entre elas doações de José Samuel Lupi, de Francisco Mascarenhas, da viúva do cavaleiro José Mestre Batista ou de Joaquim Bastinhas.
O espaço visa a criação de um espaço de memória da Tauromaquia Portuguesa, bem como divulgar a cultura tauromáquica em geral, mostrando-a ao grande público, valorizando o seu património imaterial.
Até fevereiro de 2016, segundo o Diário de Notícias, passaram pelo novo museu mais de 11 mil pessoas de 94 países, desde a inauguração do espaço, ocorrida em junho de 2015; sobretudo franceses e portugueses, seguindo-se alemães, brasileiros, italianos e espanhóis, registando-se ainda visitantes de países como o Iraque, Uganda e Nova Zelândia, com idades entre os 25 e os 45 anos.

## Referência na Internet
- «Google Map Vista de satélite da Praça de Touros»
- «Campo Pequeno Bull Ring»